# Thomas Jenckes
Thomas Allen Jenckes, född 2 november 1818 i Cumberland i Rhode Island, död 4 november 1875 i Cumberland i Rhode Island, var en amerikansk politiker (republikan). Han var ledamot av USA:s representanthus 1863–1871.
Jenckes efterträdde 1863 William Paine Sheffield som kongressledamot och efterträddes 1871 av Benjamin T. Eames.
Jenckes är begravd på Swan Point Cemetery i Providence.